# オンガスジシマドジョウ
オンガスジシマドジョウ（おんがすじしまどじょう、遠賀條縞泥鰌、Cobitis striata striata）は、福岡県の遠賀川水系のみに生息するシマドジョウの一種。ナミスジシマドジョウの３亜種のうちの1つ。2009年にスジシマドジョウ中型種遠賀型として報告され、2012年に正式に記載された。タイプ産地は福岡県飯塚市。

## 分布
日本の福岡県の遠賀川水系の下流・中流や周辺な水路。

## 形態
全長は6-8cm。尾鰭付け根の黒点は上が明瞭で下は不明瞭であり、第2口髭の長さは眼径はほぼ同じ。オス胸鰭の骨質盤は単純な円形で、胸鰭第1分枝軟条の上片は細い。2倍体性種。体型は細長く、体側の模様は明るい茶色。頬部の斑紋は比較的大柄でまばら。尾鰭の模様は2-4列の明瞭な弓状の横帯。胸鰭腹鰭間筋節数は13-14で、おおよそ13。

## 生態
緩やかな流れがあり、岸際に植生が豊富な砂泥底の場所は好む。生活史の詳細は不明。繁殖期は5-7月頃で、河川敷や岸際にある浅い水域に移動する。この時期になると、オスは縦条模様に変化し、明るい茶褐色は黒みが増す。メスは基本的に周年点列模様であるが、縦条模様に変化する個体もいる。卵黄径が約1.0mmの卵を産む。孵化後1週間ほどは模様はないが、稚魚になると本種特有の縞模様が出てくるほか、尾鰭の横帯は成長に伴い本数は増加する。野外では2年、飼育下では3年以上生存する。

## 保全状況
炭鉱開発の影響で著しく環境が悪化し、本亜種は限られた川にしかいない。遠賀川は本種含め瀬戸内海流入河川の生物相によく似ているため、複雑な水系接続の歴史を物語っており、生物地理学的に非常に重要である。そのため、生息環境の保全は非常に重要。
- 絶滅危惧IA類 (CR)（環境省レッドリスト）

（レッドリスト）